# Мирандский язык
Мира́ндский язык (миранде́с, самоназвание mirandés или lhéngua mirandesa) — романский язык, на котором говорят мирандцы — население небольшой территории в северо-восточной Португалии (муниципалитеты Миранда-ду-Дору, Вимиозу, Могадору). Имеет официальный статус наряду с португальским.

## История
Мирандский является отдельным языком по меньшей мере с XII века (образование Португалии). Корни мирандского языка — в разговорном варианте латинского языка, на котором говорили на севере Пиренейского полуострова. Наследник древнего леонского языка. Таким образом, мирандский близок к современным астурийскому и леонскому, вместе они входят в астурлеонский языковой континуум.
В XIX веке описан португальским этнографом Жозе Лейте де Вашконселушем. С 1986 года язык преподаётся в школах.
С 29 января 1999 года решением парламента мирандскому придан статус второго официального языка в регионах, где на нём говорят.

## Современный статус
Мирандский имеет статус второго официального языка Португалии (после португальского). В популярной национальной ежедневной газете «Público» писатель Амадеу Феррейра вплоть до своей смерти в 2015 году вёл ежемесячную колонку на мирандском языке. Он же в 2005 году перевёл на мирандский первую часть серии комиксов о приключениях Астерикса. 
Популяризацией мирандского языка также занимается фолк-группа Galandum Galundaina.
По состоянию на 28 июня 2025 года раздел Википедии на мирандском языке содержит 4278 статей.

## Сравнение с другими языками
Мирандский язык обладает особой фонологией, морфологией и синтаксисом и значительно отличается как от испанского, так и от португальского. Наиболее близки к нему астурийский и леонский. Отличие мирандского от них обусловлено тем, что они распространены в разных государствах: мирандский испытывает сильное влияние португальского, а астурийский и леонский — испанского языка.

### Сравнение с португальским
Ниже дан пример текста на мирандском и его перевода на португальский. Автор — Амадеу Феррейра, текст опубликован в газете «Público» 24 июля 2007.
| Мирандский: | Португальский: | Русский: |
| Muitas lhénguas ténen proua de ls sous pergaminos antigos, de la lhiteratura screbida hai cientos d'anhos i de scritores hai muito afamados, hoije bandeiras dessas lhénguas. Mas outras hai que nun puoden tener proua de nada desso, cumo ye l causo de la lhéngua mirandesa. | Muitas línguas têm orgulho dos seus pergaminhos antigos, da literatura escrita há centenas de anos e de escritores muito famosos, hoje bandeiras dessas línguas. Mas há outras que não podem ter orgulho de nada disso, como é o caso da língua mirandesa. | Многие языки гордятся своими древними текстами, литературой, написанной сотни лет назад, и знаменитыми писателями, которых эти языки поднимают на знамёна. Но другие не могут гордиться всем этим, как в случае с мирандским языком. |